# Eschweilera fanshawei
Eschweilera fanshawei är en tvåhjärtbladig växtart som beskrevs av Noel Yvri Sandwith. Eschweilera fanshawei ingår i släktet Eschweilera och familjen Lecythidaceae. IUCN kategoriserar arten globalt som sårbar.
Artens utbredningsområde är Guyana. Inga underarter finns listade i Catalogue of Life.